# Felix Nartey
Felix Nartey (Tema) es un emprendedor social ghanés que fue nombrado el Wikimedista del año en agosto de 2017 por el cofundador de Wikipedia, Jimmy Wales en Wikimania. Es el líder del capítulo y cofundador de Creative Commons Ghana y también cofundador de Open Foundation West Africa.

## Biografía
Nartey nació en Tema en Ghana. Se graduó de la Escuela Secundaria Pope John en 2008 y de la Central University (Ghana) con un B.Sc. en Banca y Finanzas en 2013, y en 2017 estaba trabajando en un MBA de la Universidad de Ciencias Aplicadas de Anhalt. Mientras estudiaba en la Central University fue nombrado embajador estudiantil de Google, un puesto que despertó su interés por la tecnología.

## Carrera
Después de su primer título, se convirtió en banquero y ejerció como voluntario. Nartey se desempeñó como administrador de la comunidad de Wikimedia Ghana. Más tarde cofundó Open Foundation West Africa, una organización sin fines de lucro cuyo objetivo es fomentar la creación de contenido bajo licencias abiertas.
En agosto de 2017, Nartey trabajo como coordinador global en Wikipedia Library de la Fundaciòn Wikimedia.

## Contribuciones en el Movimiento Abierto

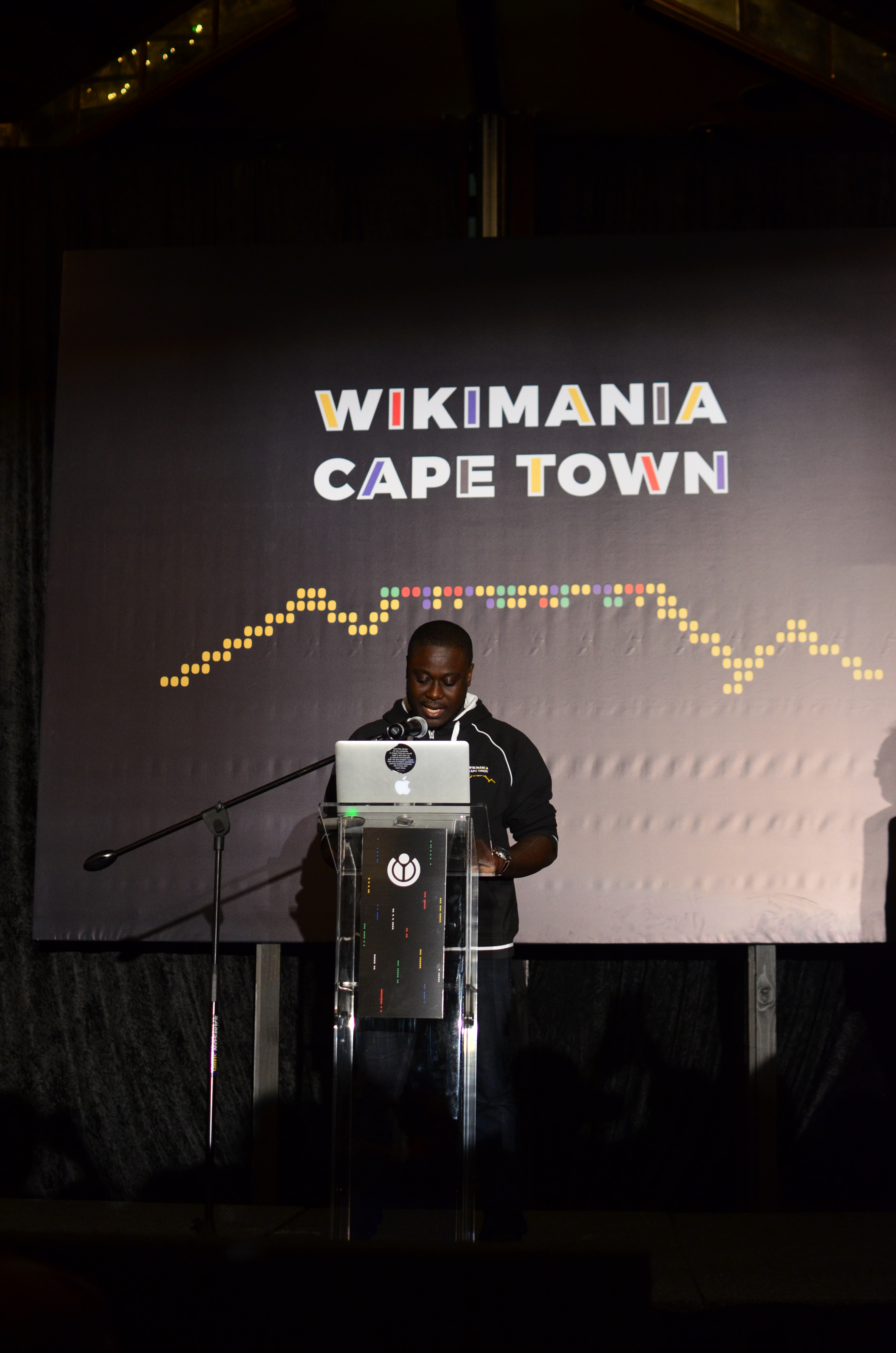
Felix Nartey pronuncia un discurso de clausura en Wikimania 2018

Nartey se unió al movimiento Wikimedia en 2012. Agrega contenido sobre su país de origen, Ghana, y lidera varias iniciativas para promover la importancia de editar Wikipedia, incluidas las actividades de GLAM, el Programa de educación de Wikipedia, las actividades destinadas a reducir la brecha de género y la Biblioteca de Wikipedia.
Fue miembro del Grupo Asesor para la transición de la Estrategia de la Red Global Creative Commons y miembro del Comité de Redacción de la Estrategia del Movimiento Wikimedia. También fue miembro del equipo central del Firefox Africa Group.
En 2017, en el discurso de entrega del reconocimiento de Wikipedista del año, Wales mencionó que Nartey desempeñó un papel de liderazgo en la organización de la segunda conferencia Wiki Indaba 2017 en Acra, y ha sido fundamental en la construcción de las comunidades locales en África.